# Lauwin-Planque
Lauwin-Planque  est une commune française, située dans le département du Nord en région Hauts-de-France.

## Géographie

### Situation
|            | Flers-en-Escrebieux |       |
|            | Lauwin-Planque      | Douai |
| Esquerchin | Cuincy              |       |

Les communes limitrophes sont Flers-en-Escrebieux, Cuincy, Douai et Esquerchin.

### Géologie, reliefs et hydrographie
- Traversée par l'Escrebieux, affluent de la Scarpe

### Morphologie urbaine
Un béguinage moderne a été créé sur la commune dans les années 2010.

### Hydrographie

#### Réseau hydrographique
La commune est située dans le bassin Artois-Picardie. Elle est drainée par l'Escrebieux et un autre petit cours d'eau,.
L'Escrebieux, d'une longueur de 12 km, prend sa source dans la commune de Izel-lès-Équerchin et se jette  dans le canal de la Deûle à Flers-en-Escrebieux, après avoir traversé sept communes. 

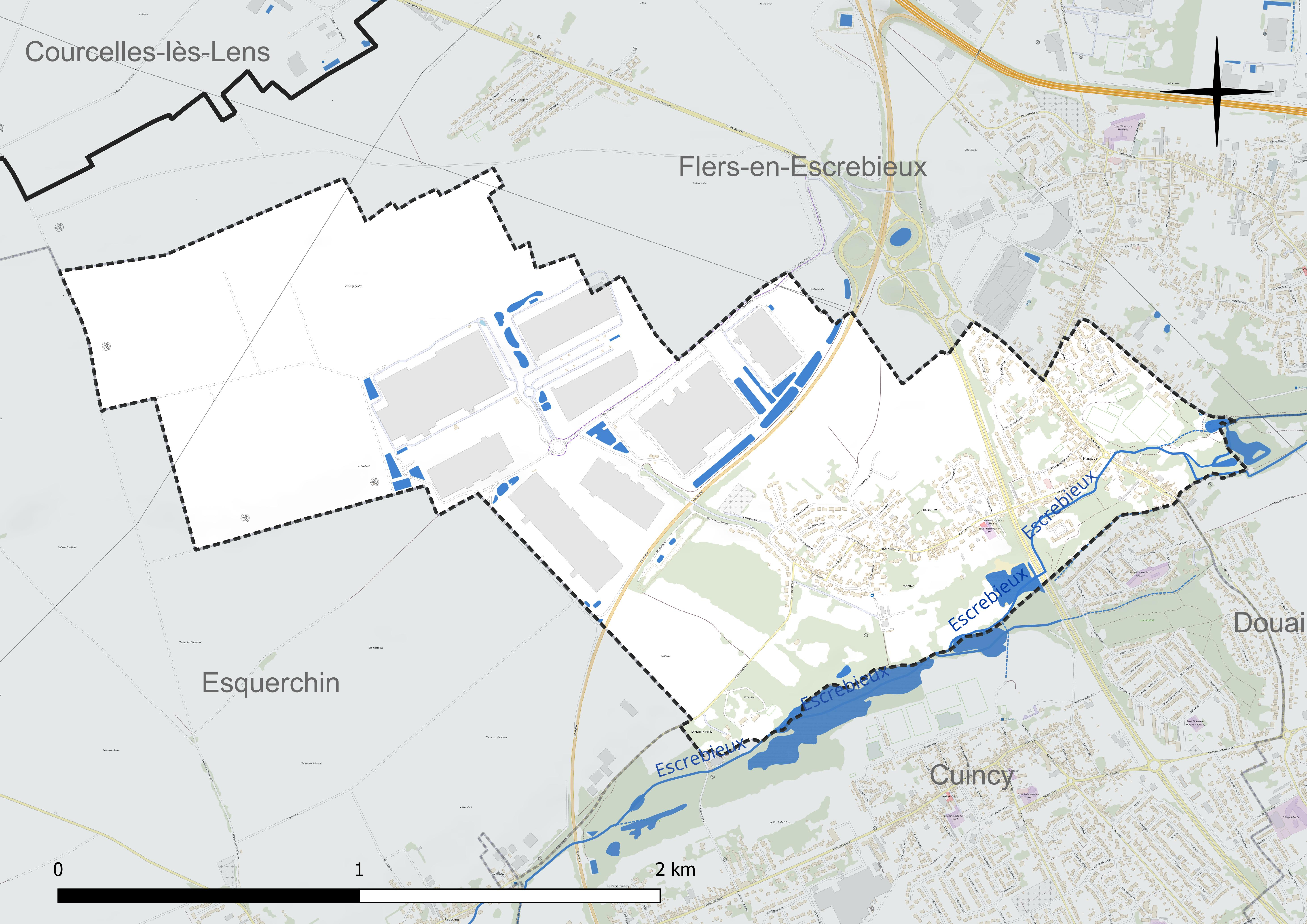
Réseau hydrographique de Lauwin-Planque.

#### Gestion et qualité des eaux
Le territoire communal est couvert par le schéma d'aménagement et de gestion des eaux (SAGE) « Marque Deûle ». Ce document de planification concerne un territoire de 1 120 km2 de superficie, délimité par les bassins versants de la Marque et de la Deûle, formant une vaste cuvette sédimentaire de 40 km de long et de 25 km de large, où la pente est très faible. Le périmètre a été arrêté le 2 décembre 2005 et le SAGE proprement dit a été approuvé le 9 mars 2020. La structure porteuse de l'élaboration et de la mise en œuvre est la Métropole européenne de Lille. 
La qualité des cours d'eau peut être consultée sur un site dédié géré par les agences de l'eau et l'Agence française pour la biodiversité. 

### Climat
Pour des articles plus généraux, voir Climat des Hauts-de-France et Climat du Nord.
En 2010, le climat de la commune est de type climat océanique dégradé des plaines du Centre et du Nord, selon une étude du CNRS s'appuyant sur une série de données couvrant la période 1971-2000. En 2020, Météo-France publie une typologie des climats de la France métropolitaine dans laquelle la commune est exposée à un climat océanique et est dans la région climatique  Nord-est du bassin Parisien, caractérisée par un ensoleillement médiocre, une pluviométrie moyenne régulièrement répartie au cours de l'année et un hiver froid (3 °C). 
Pour la période 1971-2000, la température annuelle moyenne est de 10,6 °C, avec une amplitude thermique annuelle de 14,4 °C. Le cumul annuel moyen de précipitations est de 703 mm, avec 12,1 jours de précipitations en janvier et 8,9 jours en juillet. Pour la période 1991-2020, la température moyenne annuelle observée sur la station météorologique la plus proche, située sur la commune de Douai à 3 km à vol d'oiseau, est de 11,0 °C et le cumul annuel moyen de précipitations est de 729,2 mm,. Pour l'avenir, les paramètres climatiques de la commune estimés pour 2050 selon différents scénarios d'émission de gaz à effet de serre sont consultables sur un site dédié publié par Météo-France en novembre 2022.
| Mois                                  | jan.             | fév.             | mars          | avril         | mai             | juin         | jui.           | août           | sep.          | oct.          | nov.            | déc.             | année      |
| ------------------------------------- | ---------------- | ---------------- | ------------- | ------------- | --------------- | ------------ | -------------- | -------------- | ------------- | ------------- | --------------- | ---------------- | ---------- |
| Température minimale moyenne (°C)     | 1,5              | 1,5              | 3,3           | 5,1           | 8,5             | 11,4         | 13,2           | 13             | 10,4          | 7,8           | 4,5             | 2,1              | 6,9        |
| Température moyenne (°C)              | 4                | 4,5              | 7,2           | 10,1          | 13,5            | 16,5         | 18,6           | 18,4           | 15,3          | 11,5          | 7,3             | 4,5              | 11         |
| Température maximale moyenne (°C)     | 6,4              | 7,4              | 11,2          | 15,1          | 18,5            | 21,6         | 23,9           | 23,9           | 20,1          | 15,2          | 10,1            | 6,9              | 15         |
| Record de froid (°C) date du record   | −20,5 08.01.1985 | −12,5 07.02.1991 | −11 13.03.13  | −4,5 11.04.03 | −1,5 05.05.1996 | 1 02.06.1962 | 4,1 17.07.1971 | 0,8 17.08.1966 | 0 19.09.1977  | −6 30.10.1997 | −9,5 23.11.1998 | −12,5 29.12.1996 | −20,5 1985 |
| Record de chaleur (°C) date du record | 15 01.01.22      | 19,5 24.02.21    | 24,8 31.03.21 | 28 20.04.1968 | 31,3 27.05.05   | 36 27.06.11  | 40,8 25.07.19  | 36,6 08.08.20  | 35,5 15.09.20 | 29 01.10.11   | 20,5 07.11.15   | 16,2 31.12.22    | 40,8 2019  |
| Précipitations (mm)                   | 57,8             | 51,4             | 52,5          | 41,9          | 56,6            | 63,3         | 68,1           | 68,1           | 60,9          | 64,4          | 71              | 73,2             | 729,2      |

## Urbanisme

### Typologie
Au 1er janvier 2024, Lauwin-Planque est catégorisée grand centre urbain, selon la nouvelle grille communale de densité à sept niveaux définie par l'Insee en 2022.
Elle appartient à l'unité urbaine de Douai-Lens, une agglomération inter-départementale regroupant 67  communes, dont elle est une commune de la banlieue,,. Par ailleurs la commune fait partie de l'aire d'attraction de Douai, dont elle est une commune du pôle principal,. Cette aire, qui regroupe 61 communes, est catégorisée dans les aires de 50 000 à moins de 200 000 habitants,.

### Occupation des sols
L'occupation des sols de la commune, telle qu'elle ressort de la base de données européenne d'occupation biophysique des sols Corine Land Cover (CLC), est marquée par l'importance des territoires agricoles (51,9 % en 2018), en diminution par rapport à 1990 (79,5 %). La répartition détaillée en 2018 est la suivante : 
terres arables (41,8 %), zones industrielles ou commerciales et réseaux de communication (26,3 %), zones urbanisées (17,8 %), zones agricoles hétérogènes (10,1 %), espaces verts artificialisés, non agricoles (3,1 %), forêts (0,8 %). L'évolution de l'occupation des sols de la commune et de ses infrastructures peut être observée sur les différentes représentations cartographiques du territoire : la carte de Cassini (XVIIIe siècle), la carte d'état-major (1820-1866) et les cartes ou photos aériennes de l'IGN pour la période actuelle (1950 à aujourd'hui).

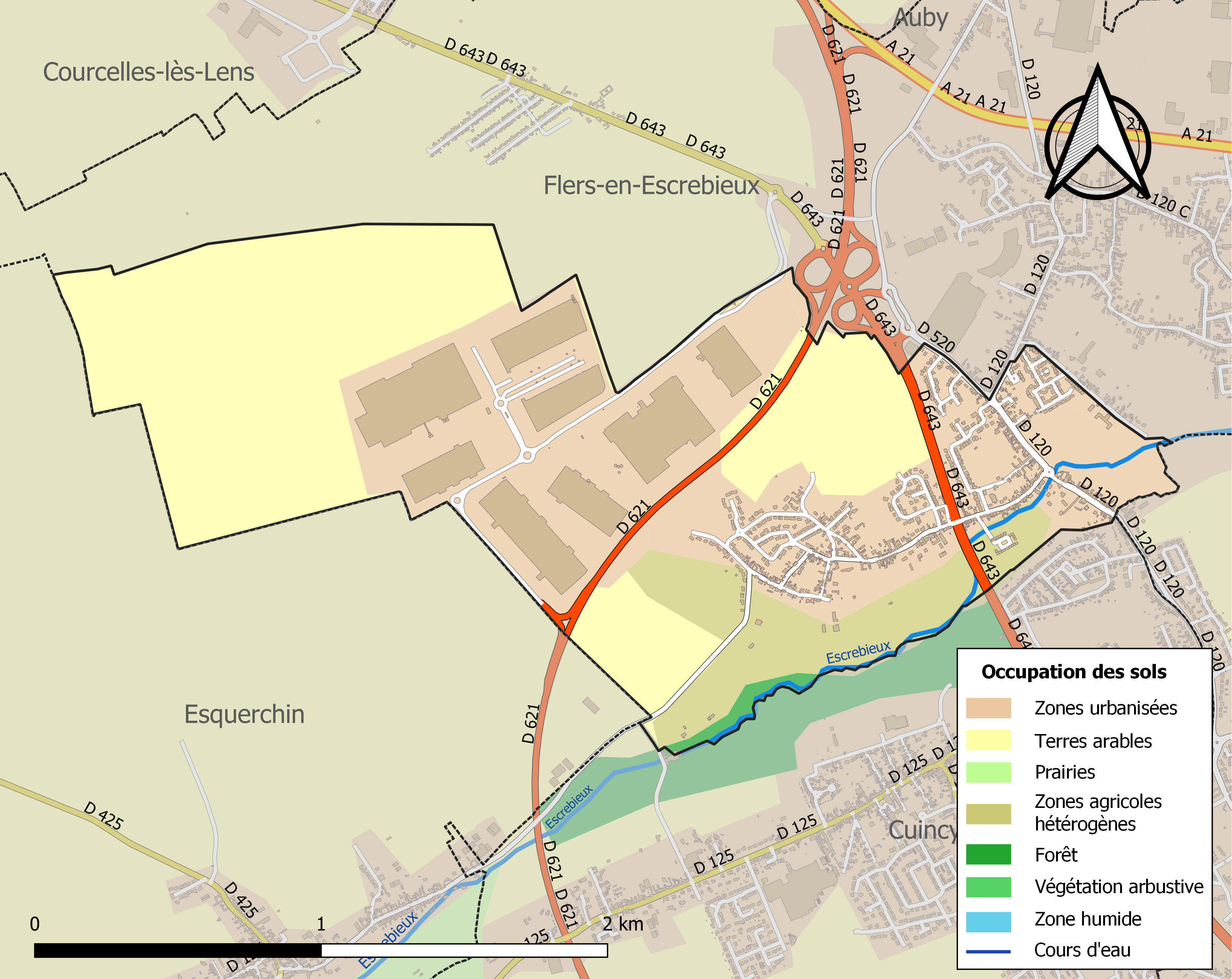
Carte des infrastructures et de l'occupation des sols de la commune en 2018 (CLC).

### Voies de communication et transports
La commune est desservie par les lignes 2, 5 et 110 du réseau urbain Évéole et par la ligne 413 du réseau interurbain du Pas-de-Calais.

## Histoire

### Du Néolithique auIIIemillénaireav. J.-C.
Des fouilles archéologiques réalisées depuis 2002 ont révélé une occupation sous le néolithique sur un site où était produit des céramiques.
En 2007 des fouilles préventives sont effectuées sur une partie des cent hectares de la future ZAC.
À partir de janvier 2008, elles ont révélé  une nécropole de l'âge du bronze (-2000 à 1700 av. J.-C.). Il a été retrouvé des incinérations organisées dans un espace circulaire ainsi qu'une vingtaine de fermes constituées de poteaux en bois.

### Du Moyen Âge à l'époque contemporaine
Un château existait à Lauwin-Planque sur le site de l'actuel parc Charles-Fenain.
Le parc éolien de la Plaine d'Escrebieux est mis en service en 2014.

## Héraldique
|  | Les armes de Lauwin-Planque se blasonnent ainsi : "Bandé de gueules et de vair de six pièces." |

## Politique et administration

### Tendances politiques et résultats
Christian Poiret devient maire de Lauwin-Planque en juin 1995.
Lors du premier tour des élections municipales le 15 mars 2020, dix-neuf sièges sont à pourvoir ; on dénombre 1 309 inscrits, dont 458 votants (34,99 %), 38 votes blancs (8,30 %) et 382 suffrages exprimés (83,41 %). La liste Ensemble pour le village menée par le maire sortant Christian Poiret recueille l'intégralité des suffrages exprimés, étant la seule à se présenter,. Christian Poiret devient président du conseil départemental du Nord le 1er juillet 2021. En situation de cumul des mandats, il n'est plus maire depuis le 14 février 2022.
Un vote du conseil municipal est organisé le 22 février 2022 et c'est Sonia Vallet qui devient maire avec une voix d'avance sur Bernard Barelle, retraité de soixante-et-onze ans.

### Liste des maires
Maire en 1802-1803 : Renard.
Maire en 1807 : Cailliez.

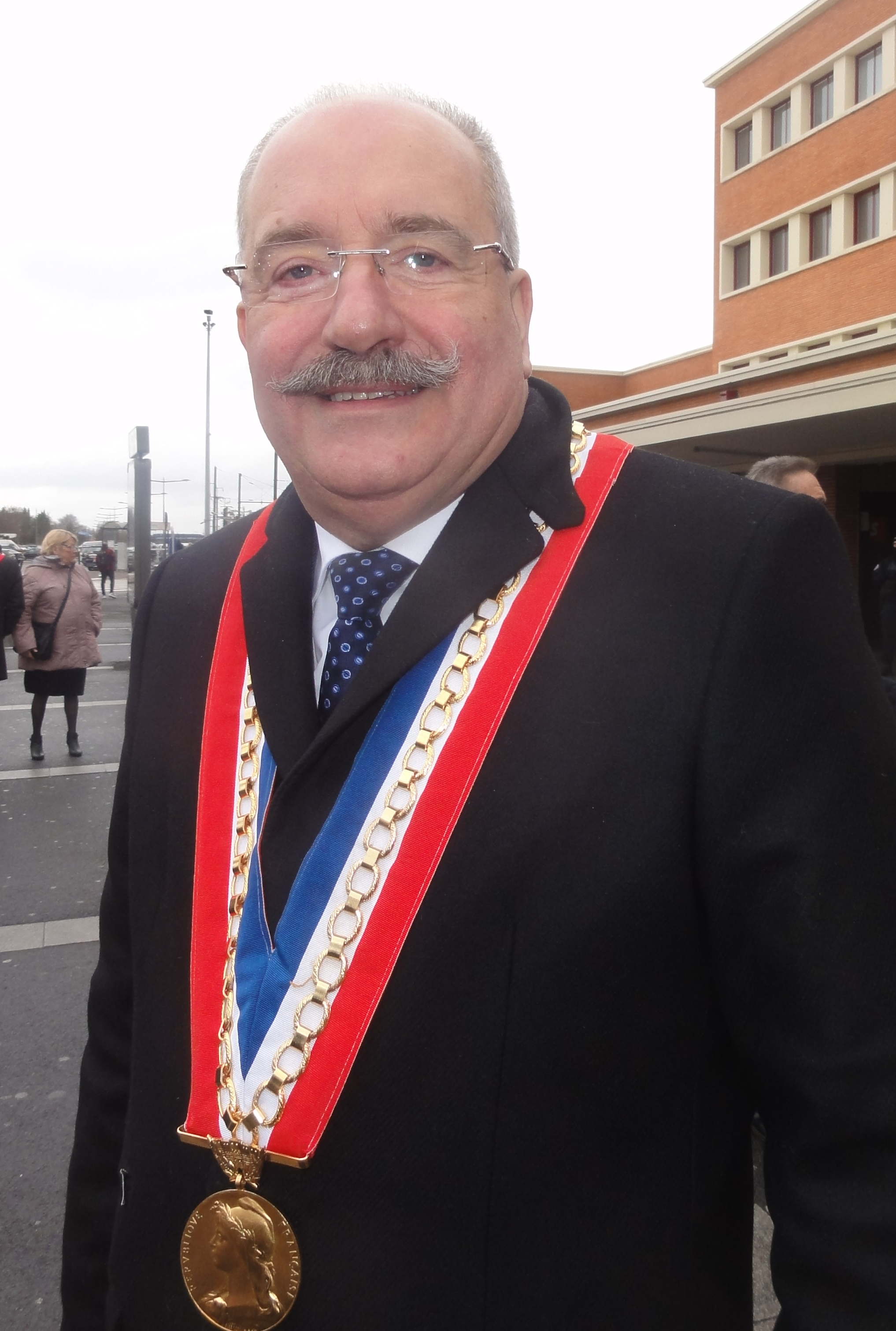
Christian Poiret lors de la manifestation contre la suppression des dessertes TGV en gare de Douai du 2 mars 2019.

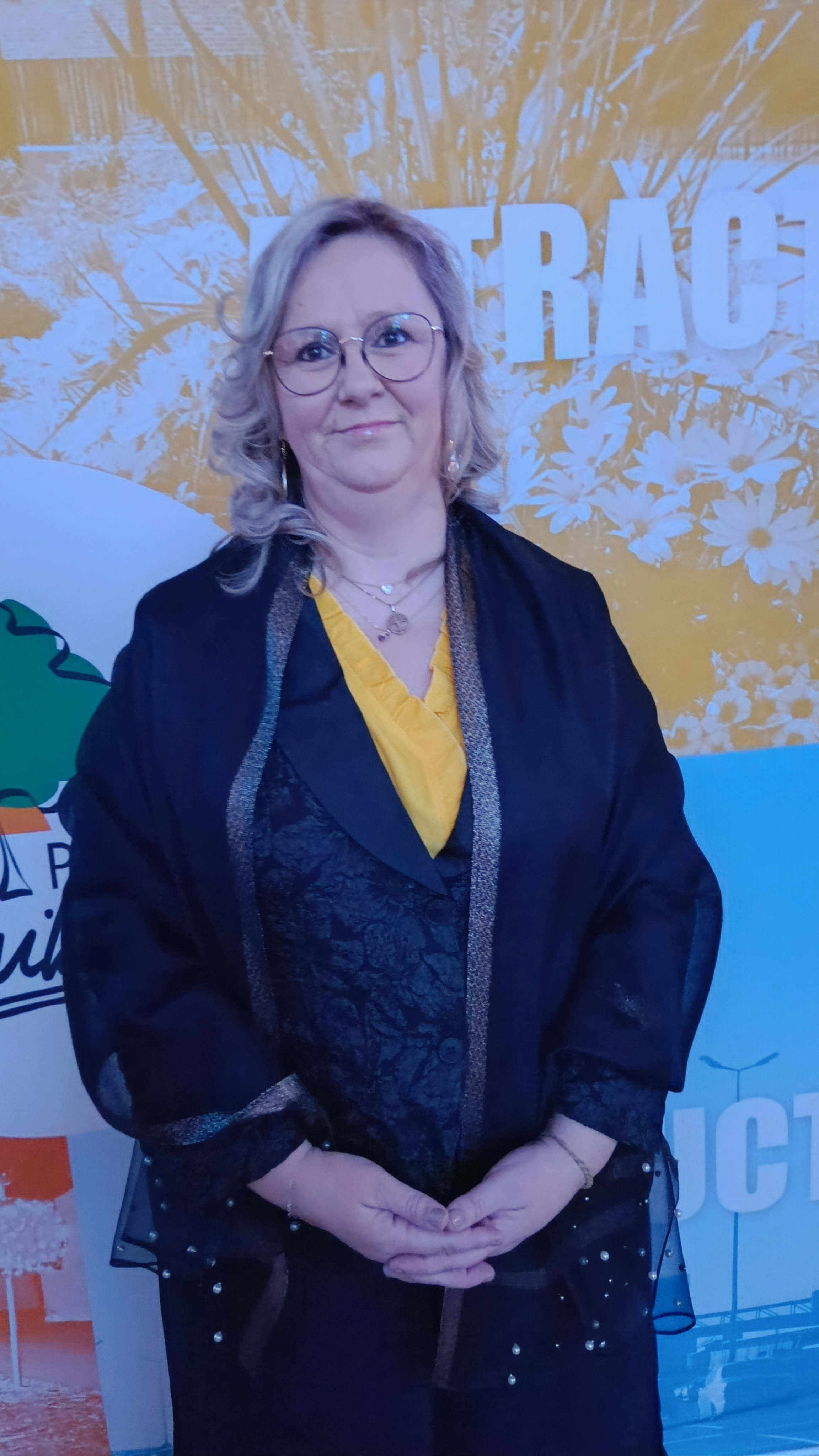
Sonia Vallet maire de Lauwin-Planque lors des voeux 2025 à la population au Domaine de Lauwin.

Christian Poiret est président de la Communauté d'agglomération du Douaisis, devenue Douaisis Agglo, depuis mai 2009, ainsi que conseiller général du Canton de Douai-Sud-Ouest de 2001 à 2015, date à laquelle il devient conseiller départemental du canton de Douai avec Caroline Sanchez. Il devient président du conseil départemental du Nord le 1er juillet 2021.
| Identité                                         | Période         | Période                     | Durée                     | Étiquette                 |
| Identité                                         | Début           | Fin                         | Durée                     | Étiquette                 |
| ------------------------------------------------ | --------------- | --------------------------- | ------------------------- | ------------------------- |
| Louis Millecamps (d) (mort en 1910)              | années 1880     | janvier 1881                |                           |                           |
| Charles Cauchy (d)                               | janvier 1881    | mai 1884                    | 3 ans et 4 mois           |                           |
| Aimé Cresson (d)                                 | mai 1884        | juin 1886                   | 2 ans et 1 mois           |                           |
| Par intérim : Barthélémy Bulcourt (d)            | juillet 1886    | août 1886                   | 1 mois                    |                           |
| Barthélémy Bulcourt (d)                          | août 1886       | mai 1888                    | 1 an et 9 mois            |                           |
| Adolphe Joseph Hurtaux (d)                       | mai 1888        | mai 1896                    | 8 ans                     |                           |
| Théodore Marichez (d) (né le 3 septembre 1859)   | mai 1896        | avril 1899                  | 2 ans et 11 mois          |                           |
| François Carlier (d)                             | mai 1899        |                             |                           |                           |
| Auguste Hennet (d)                               | 1945            | 1947                        | 2 ans                     |                           |
| André Dupon (d) (23 août 1914 - 19 février 1977) |                 | mars 1971                   |                           |                           |
| Jacques Rousseau (d)                             | mars 1971       | juin 1995                   | 24 ans et 3 mois          |                           |
| Christian Poiret, (né le 12 novembre 1957)       | juin 1995       | 14 février 2022 (démission) | 26 ans et 8 mois          | divers droite indépendant |
| Sonia Vallet (d), (née le 4 août 1975)           | 22 février 2022 | En cours                    | 3 ans, 5 mois et 16 jours |                           |

## Population et société

### Démographie

#### Évolution démographique
L'évolution du nombre d'habitants est connue à travers les recensements de la population effectués dans la commune depuis 1793. Pour les communes de moins de 10 000 habitants, une enquête de recensement portant sur toute la population est réalisée tous les cinq ans, les populations de référence des années intermédiaires étant quant à elles estimées par interpolation ou extrapolation. Pour la commune, le premier recensement exhaustif entrant dans le cadre du nouveau dispositif a été réalisé en 2008.

En 2022, la commune comptait 1 593 habitants, en évolution de −7,11 % par rapport à 2016 (Nord : +0,51 %, France hors Mayotte : +2,11 %).
| 1793 | 1800 | 1806 | 1821 | 1831 | 1836 | 1841 | 1846 | 1851 |
| ---- | ---- | ---- | ---- | ---- | ---- | ---- | ---- | ---- |
| 396  | 314  | 417  | 410  | 444  | 477  | 523  | 562  | 619  |

| 1856 | 1861 | 1866 | 1872 | 1876 | 1881 | 1886 | 1891 | 1896 |
| ---- | ---- | ---- | ---- | ---- | ---- | ---- | ---- | ---- |
| 631  | 681  | 719  | 690  | 711  | 692  | 717  | 748  | 741  |

| 1901 | 1906 | 1911 | 1921 | 1926 | 1931 | 1936 | 1946 | 1954 |
| ---- | ---- | ---- | ---- | ---- | ---- | ---- | ---- | ---- |
| 783  | 810  | 834  | 747  | 886  | 891  | 895  | 917  | 894  |

| 1962 | 1968 | 1975 | 1982  | 1990  | 1999  | 2006  | 2008  | 2013  |
| ---- | ---- | ---- | ----- | ----- | ----- | ----- | ----- | ----- |
| 960  | 948  | 918  | 1 247 | 1 775 | 1 900 | 1 818 | 1 796 | 1 771 |

| 2018  | 2022  | - | - | - | - | - | - | - |
| ----- | ----- | - | - | - | - | - | - | - |
| 1 644 | 1 593 | - | - | - | - | - | - | - |

#### Pyramide des âges
La population de la commune est relativement jeune.
En 2018, le taux de personnes d'un âge inférieur à 30 ans s'élève à 34,4 %, soit en dessous de la moyenne départementale (39,5 %). À l'inverse, le taux de personnes d'âge supérieur à 60 ans est de 28,8 % la même année, alors qu'il est de 22,5 % au niveau départemental.
En 2018, la commune comptait 792 hommes pour 852 femmes, soit un taux de 51,82 % de femmes, légèrement supérieur au taux départemental (51,77 %).
Les pyramides des âges de la commune et du département s'établissent comme suit.
| Hommes | Classe d’âge | Femmes |
| ------ | ------------ | ------ |
| 0,3    | 90 ou +      | 1,2    |
| 4,0    | 75-89 ans    | 6,6    |
| 22,9   | 60-74 ans    | 22,7   |
| 20,3   | 45-59 ans    | 19,6   |
| 15,8   | 30-44 ans    | 17,7   |
| 17,2   | 15-29 ans    | 14,3   |
| 19,6   | 0-14 ans     | 18,0   |

| Hommes | Classe d’âge | Femmes |
| ------ | ------------ | ------ |
| 0,5    | 90 ou +      | 1,4    |
| 5,3    | 75-89 ans    | 8,1    |
| 14,8   | 60-74 ans    | 16,2   |
| 19,1   | 45-59 ans    | 18,4   |
| 19,5   | 30-44 ans    | 18,7   |
| 20,7   | 15-29 ans    | 19,1   |
| 20,2   | 0-14 ans     | 18     |

## Économie
- La commune abrite le centre de distribution LIL1 d'Amazon inauguré le 16 septembre 2013, d'une superficie de 100 000 m2[38] et le centre de tri LIL8 inauguré en 2017.

## Lieux et monuments
- L'église Saint-Ranulphe.
- Le monument aux morts.
- Le parc éolien.

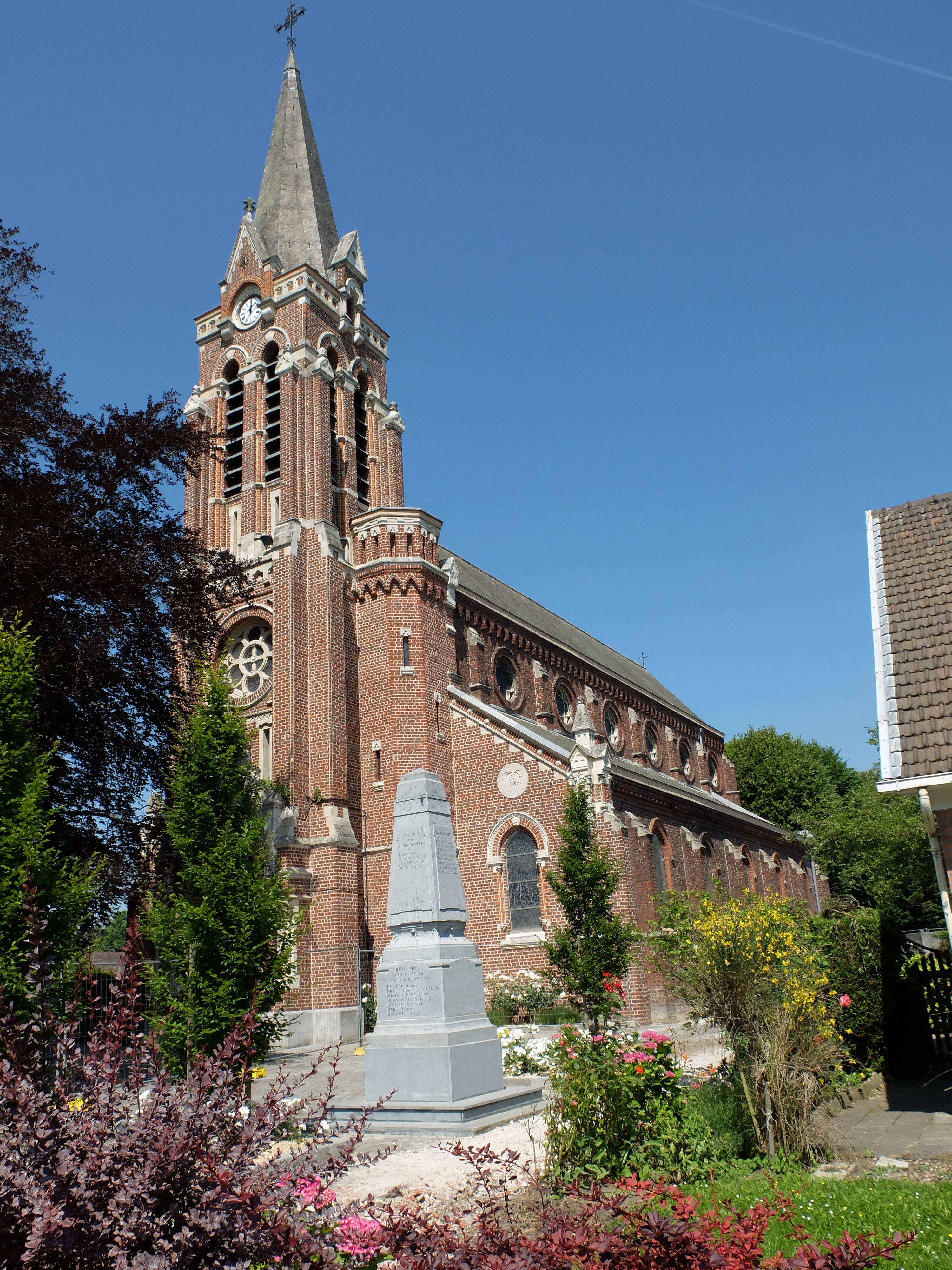
L'église.
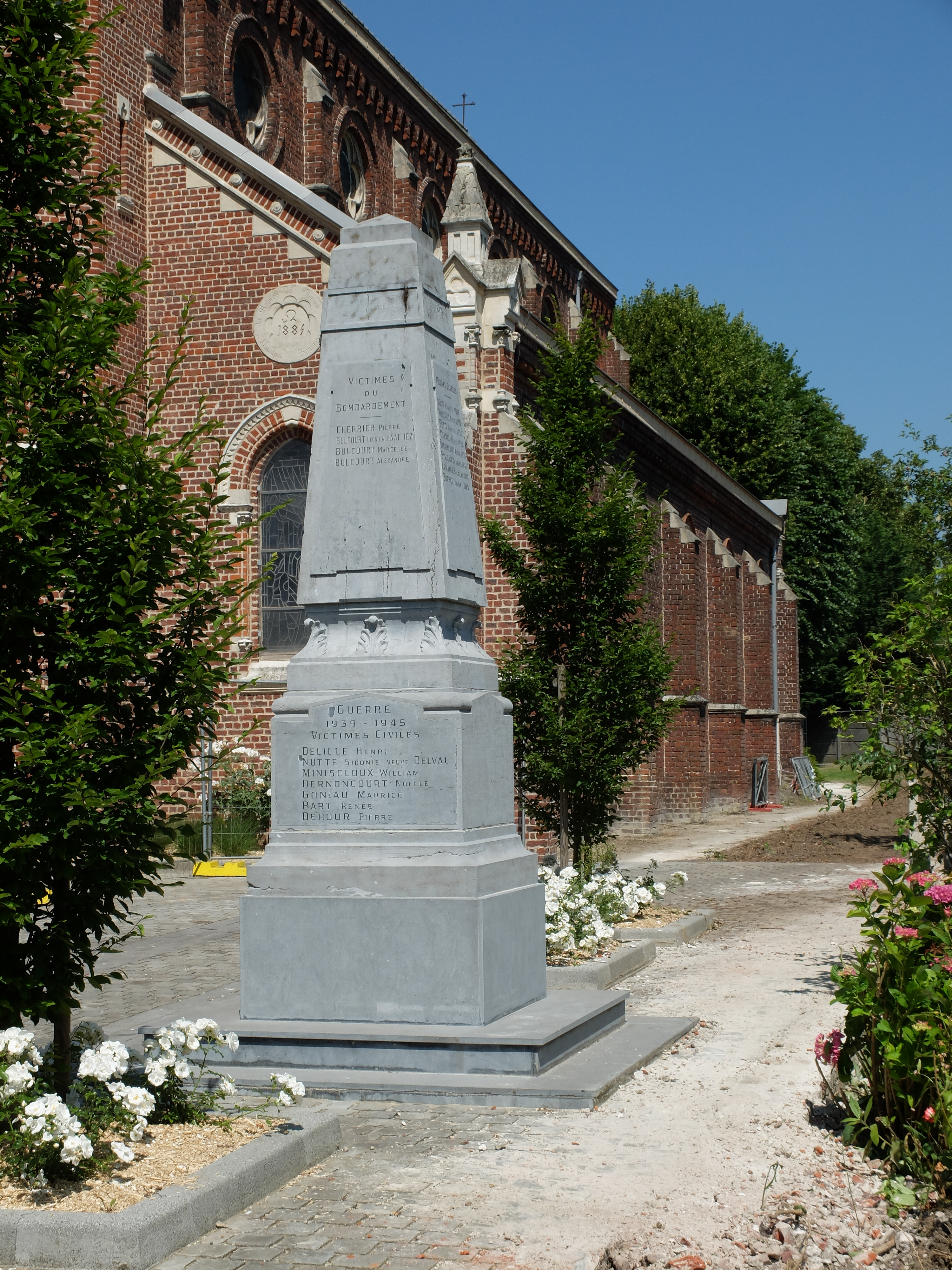
Le monument aux morts.
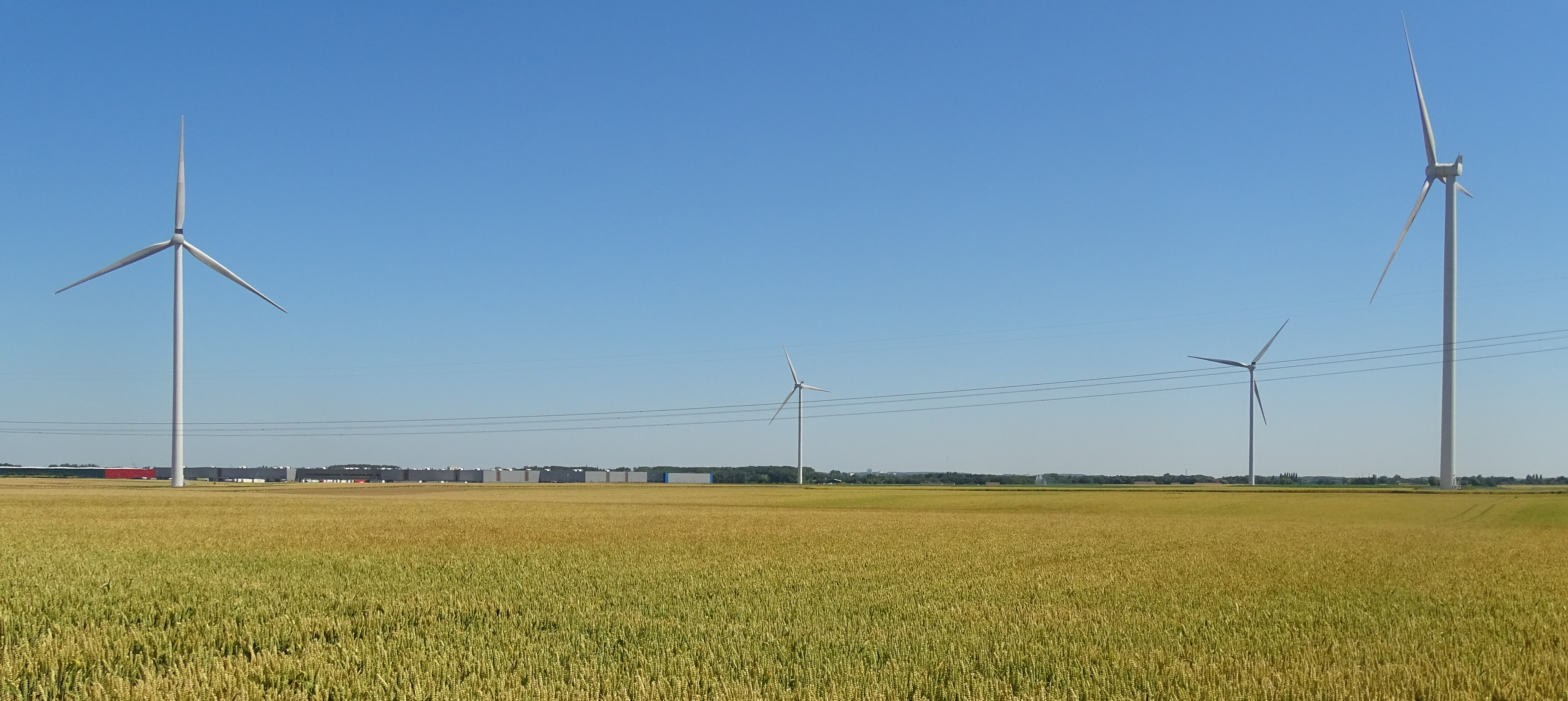
Le parc éolien.

## Personnalités liées à la commune

### Famille de Boulogne
- Louis de Boulogne, seigneur de Beaurepaire, de Lauwin, de Planque, ci-devant procureur du roi et actuellement conseiller d'honneur au présidial d'Abbeville bénéficie le 15 mars 1720 d'une sentence de noblesse rendue par l'élection d'Artois. Il a épousé le 15 septembre 1700 Marie Anne Mathan, puis le 15 septembre 1708 Anne Jeanne Danvin. Il est le fils d'Adrien de Boulogne, écuyer, seigneur de Beaurepaire, procureur du roi au présidial d'Abbeville. Il a pour sœur Jeanne de Boulogne qui s'est mariée le 29 avril 1690I à Clément Duvaust, chevalier, seigneur de Moutiers. Il est le petit-fils de Nicolas de Boulogne, écuyer, seigneur de Beaurepaire, procureur du roi au présidial d'Abbeville. Il est l'arrière-petit-fils de Pierre de Boulogne, écuyer, seigneur de Beaurepaire. Nicolas de Boulogne avait institué par testament en tant que légataire universel , son fils puiné Antoine de Boulogne, docteur en Sorbonne. Antoine a enlevé tous les papiers de la maison de son père et de ce fait Louis de Boulogne est en 1720 en procès avec la maison de Sorbonne au sujet de ces papiers[39]. Le 25 avril 1722, un brevet donné à Paris et signé du roi (Louis XV) autorise Louis de Boulogne de Beaurepaire, écuyer, ci-devant procureur du roi au présidial d'Abbeville, et ses descendants mâles et femelles à prendre deux lions d'argent pour supports (de toutes ses armes) et pour cimier une main fermée et gantelée de fer[40].Le 17 février 1723, un arrêt du conseil d'Artois confirme la sentence de noblesse rendue le 15 mars 1720 au bénéfice de Louis de Boulogne, écuyer, seigneur de Beaurepaire, de Lauwin de Planque, et lui défend de prendre la qualité de messire, qui lui a été donnée sans sa participation par la commission de saisie seigneuriale[41].

### Autres personnalités

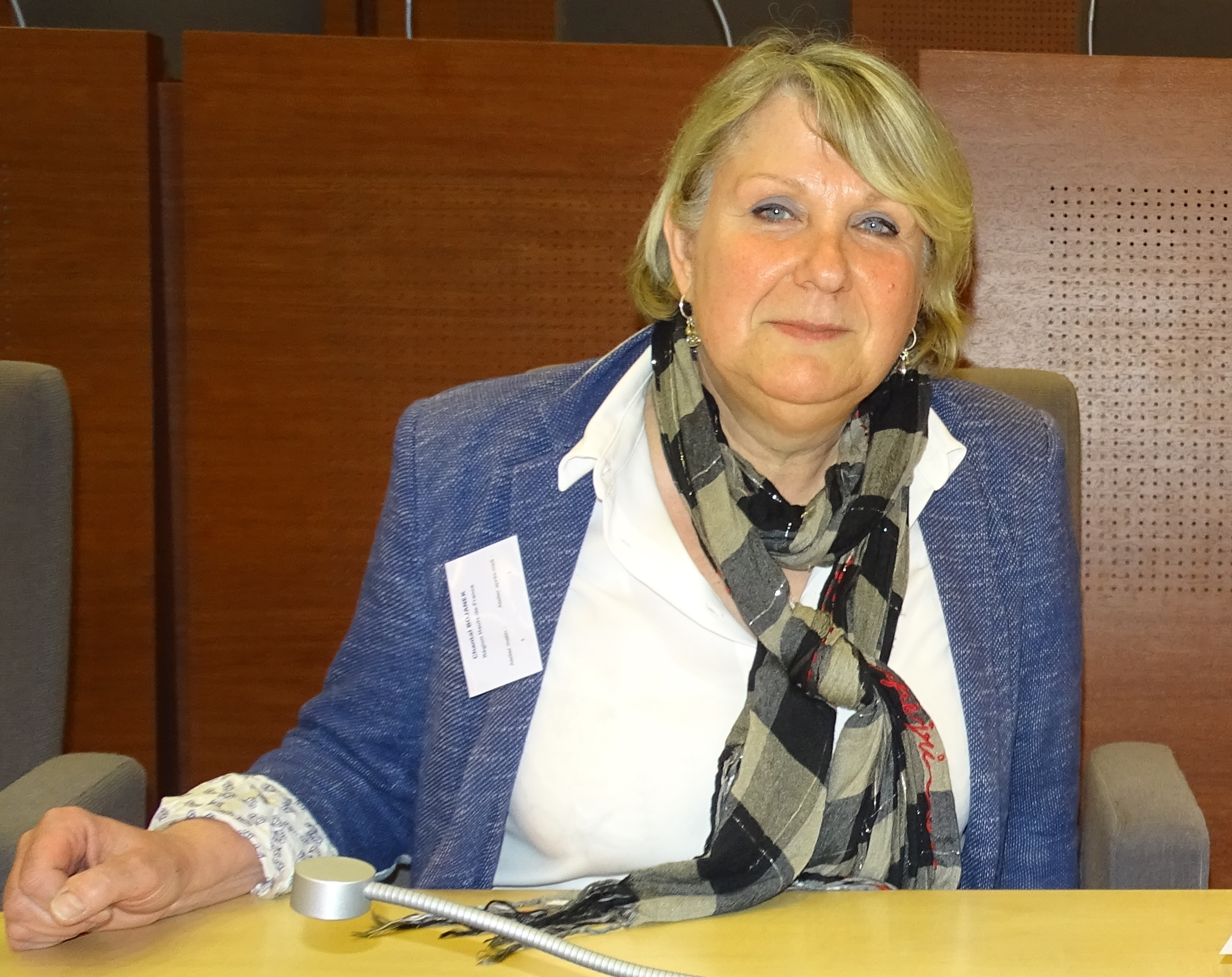
Chantal Bojanek en 2016.

- Chantal Bojanek, conseillère régionale du Nord-Pas-de-Calais puis des Hauts-de-France

## Pour approfondir